# 広川サツ
広川 サツ（ひろかわ さつ、1901年9月17日 - 2001年10月2日）は、新潟県豊栄市（現新潟市北区）出身のディスクジョッキー。日本最高齢のディスクジョッキーとして知られていた。

## 略歴
1970年代に入ってから新潟放送で放送されていたラジオ番組『ミュージックポスト』の公開放送を良く見に行くようになり、そこで同番組にスカウトされるような形でラジオ出演を始めるようになる。1973年から同じ新潟放送ラジオの日曜日の昼に放送されていた『サツと修吾のハッピートーク』のパーソナリティを大倉修吾と共に務め、また『ミュージックポスト』の金曜日にも1982年から1994年まで出演。「サツおばあちゃん」「サツばあちゃん」の名で親しまれた。主にBSNのラジオ・テレビで流れた「小池畳内外装」や仏壇店「福宝」のCMにも出演した。仏壇の福宝では「待ってるれね～」との台詞が人気となった。
1984年には地方民間放送共同制作協議会（火曜会）制作の『日刊おもしろ人間大賞』でグランプリ（おもしろ人間大賞）を受賞している。また、最高齢DJという話題性もあって『大沢悠里のゆうゆうワイド』（TBSラジオ）でも何度か紹介されたり、『ぴったし カン・カン』（TBSテレビ）、『ダウトをさがせR』（毎日放送）、『クイズ!年の差なんて』（フジテレビ）と全国ネットのテレビ番組で紹介されたこともあった。
97歳のときに体調を崩して『サツと修吾のハッピートーク』を降板、CMも放送を終了しラジオから離れる。その後入院し、2001年10月2日に脳梗塞のため死去。享年101（満100歳）。